# 尼贾特·希哈利扎德
尼贾特·希哈利扎德（1988年10月12日—）生于沙鲁尔，是一名阿塞拜疆男子柔道运动员。他在小学四年级时随家人移居至巴库，之后进入一家体育学校，起初他练习的是体操，由于他不喜欢这项运动，他后来改练柔道。2005年，他在埃及开罗进行的世界柔道锦标赛上夺得男子60公斤级铜牌，成为世界柔道锦标赛成年组史上最年轻的奖牌得主。他原本也获得了2005年欧洲青年锦标赛的冠军，后来由于药检不过关而被取消成绩并禁赛一年。